# Montilaira
Montilaira is een geslacht van spinnen uit de familie hangmatspinnen (Linyphiidae).

## Soorten
De volgende soorten zijn bij het geslacht ingedeeld:
- Montilaira uta (Chamberlin, 1919)